# Scomberomorus koreanus
Scomberomorus koreanus är en fiskart som först beskrevs av Kishinouye, 1915.  Scomberomorus koreanus ingår i släktet Scomberomorus och familjen makrillfiskar. IUCN kategoriserar arten globalt som livskraftig. Inga underarter finns listade i Catalogue of Life.